# 北塘经济区
北塘经济区，成立于2009年，总规划面积10平方公里，2014年1月划归天津经济技术开发区东区，实行统一规划、统一布局、统一管理，建成现代服务业和高端研发转化的新载体。